# Tau Octantis
Tau Octantis är en orange jätte i Oktantens stjärnbild.
Stjärnan har visuell magnitud +5,49 och är synlig för blotta ögat vid god seeing. Den befinner sig på ett avstånd av ungefär 485 ljusår.